# Teseo (database)
Teseo è il repository centrale delle tesi di dottorato discusse nelle università della Spagna. Fondato nel 2011, è gestito dal Ministero dell'Educazione, della Cultura e dello Sport, con la partecipazione di 80 università.
I record bibliografici e gli abstract sono consultabili tramite il motore di ricerca pubblico e gratuito fornito dal sito. Teseo offre la possibilità di creare gratuitamente riviste elettroniche di tipo Open Access e di iscriversi a una mailing list che notifica le novità pubblicate in relazione ai soggetti tematici prescelti.